# Исторические своды (музей)
Музей «Исторические своды» (нем. Rothenburg Historical Vaults) — музей, который посвящен событиям Тридцатилетней войны. Расположен в городе Ротенбург-об-дер-Таубере на Рыночной площади,1 в Германии.

## Описание
Музей начал свою работу в 1966 году.
Главной тематикой экспозиции музея стали события Тридцатилетней войны. В музее содержатся экспонаты, которые относятся к тому времени, есть коллекция оружия и обмундирования. Из музея ведет вход в бывшую городскую темницу. Туда был заточен, а впоследствии там и умер бургомистр Ротенбурга Генрих Топплер. Эти события получили развитие после того, как в 1400 году бургомистр Генрих Топплер оказался среди участников конфликта, возникшего из-за борьбы за императорский престол. Он высказал свою поддержку императору Венцелю, который был свернут, а сам бургомистр оказался в темнице.
Бывшая городская темница считается самой старой тюрьмой Ротенбурга-об-дер-Таубере. Подземелья состоят из комнаты пыток, караульного помещения, трех тюремных камер. Тюремные камеры максимально приближены к виду того времени.
Значительное внимание в музее уделяется событиям, которые связаны с завоеванием Ротенбурга имперскими войсками в 1631 году.
В марте музей работает с 12:00 до 16:00, в апреле с 10:00 до 16:00, в период с мая по октябрь время работы с 9:30 по 17:30. Возле входа в музей расположено расписание, в котором указан график работы музея в другие периоды. В межсезонье количество рабочих часов музея может быть сокращено, в период с января по февраль музей закрыт.
Адрес музея: Рыночная площадь, 1 (Marktplatz, 1).
Вход в музей платный. Стоимость взрослого билета составляет 3,50 евро, билета для детей в возрасте 6-10 лет — 2 евро, студенческого билета — 3 евро. Семейный билет для 2 взрослых и двух детей стоит 8 евро, а если посещать музей в составе группы минимум 20 человек, то билет обойдется в 3 евро. Дети до 6 лет могут посещать музей бесплатно.